# 로빈 (DC 코믹스)

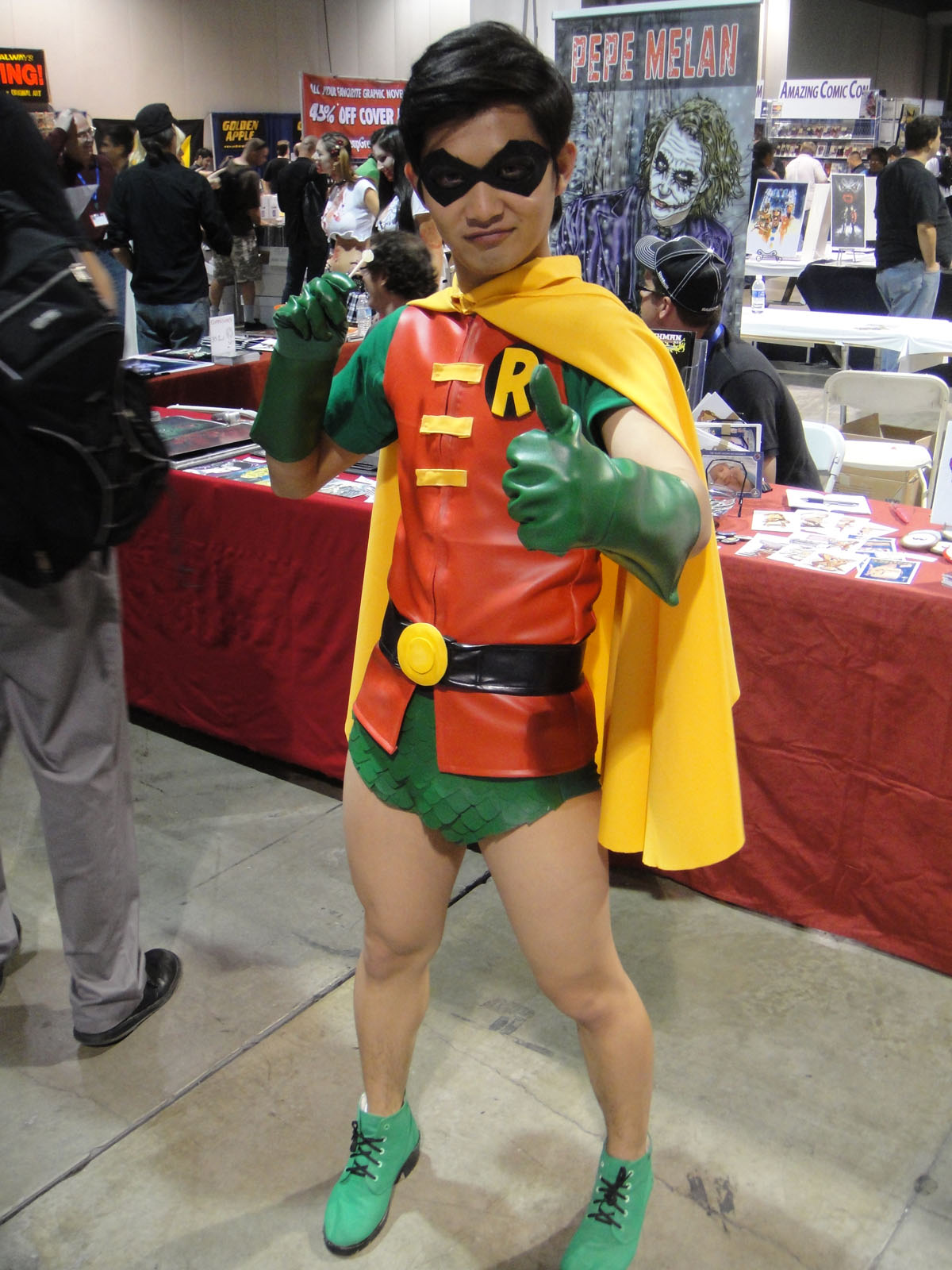

로빈은 원래 DC 코믹스에서 슈퍼 히어로인 배트맨의 도우미 역할로 밥 핑거, 빌 케인, 제리 로빈슨이 만들어낸 가상의 인물이다. 배트맨과 로빈은 흔히 다이나믹 듀오나 망토두른 성기사들이란 별칭으로 불린다. 배트맨을 셜록 홈즈에 비교하자면 로빈은 왓슨 같은 존재이다.

## 담당 캐릭터 목록

### 1대 (딕 그레이슨)
할리 서커스 단원이자 '플라잉 그레이슨즈'라는 유명한 곡예단원으로, 부모님과 함께 공연중 범죄로 인해 부모를 잃은 고아였다.('디텍티브 코믹스#38'에서 딕은 자신의 부모님을 마피아인 토니 주코가 죽였다는 것을 알게된다.) 이를 같은 처지라고 생각한 브루스 웨인이 데려다 키우며 같이 범죄 소탕을 시작한다. 배트맨과 오랜시간 활동하였으나 그와의 트러블로 인해 로빈을 그만두었다. 후에 그는 고담을 떠나 블러드헤븐에서 '나이트윙'이라는 독립된 영웅이 된다. 과거 서커스단원 활동 경력 덕에 화려한 아크로바틱 동작이 특징이며 나이트윙의 심볼과 같은 에스크리마 스틱이라는 두개의 봉을 무기로 사용한다. 1995년의 영화 '배트맨 포에버'에서는 투페이스에 의해 부모를 잃고 그 공연을 본 브루스 웨인이 데려왔다는 설정이다.
리부트 이후: 딕은 배트맨이 브루스 웨인임을 알아내었다.

### 2대(제이슨 토드: Jason Peter Todd)
19세 딕 그레이슨이 로빈의 자리를 떠나자 제이슨 토드가 로빈의 자리를 물려받았다. Death In the Family에서 조커에게 살해당한 경험이 있어 급진적이며 공격적인 성향을 보인다. 이후 그의 귀환에 대해 여러 이슈를 통해 암시되었는데 2010년 극장판 Under the Red Hood에서 애니메이션으로 최초 등장하게 된다. 리부트 이전에는 코드명 레드 후드로 활동하며 조커와 다른 악당들을 처리하는 독립적인 자경단원으로 그려졌으며 리부트 이후에는 Red Hood and the Outlaws에서 활동 중인 것으로 편집되었다.

### 3대(팀 드레이크)
16~17세 티모시 드레이크 웨인. 애니메이션과 코믹스 설정이 다름. 애니메이션(TAS, NBA)에서는 2대 제이슨 토드가 존재하지 않기에 설정이 섞였다. 투페이스 밑에서 일하던 아버지를 둔 거리 소년으로 나오나, 이 때에도 영리하고 재능있는 소년으로 묘사된다. 코믹스상 기업가의 아들로서 홀로 배트맨과 나이트윙의 정체를 알아낸 소년 탐정으로 배트맨에게서 "망토를 물려줄 대상"으로 암시(Aftershock)되기도 하나, 현재는 로빈도 배트맨도 아닌 레드 로빈으로 활동중이다. "아이덴티티 크라이시스"에서 친아버지를 잃고 브루스 웨인에게 정식 입양된다. 친한 친구인 코너 켄트(수퍼보이)의 죽음(및 귀환), 여자친구 스테파니 브라운의 죽음(및 귀환), 아버지이자 스승인 브루스 웨인의 죽음(및 귀환) 등을 겪으며 정신적으로 크게 성장한 팀 드레이크는 배트맨 패밀리에서도 독보적인 영리함과 판단력, 냉정함을 보여주며 브루스의 사망 기간 동안 루시어스 폭스의 지원을 받아 웨인 그룹을 일시 맡기도 한다. 틴 타이탄즈의 일원이며, 배트맨의 숙적인 라스 알 굴에게서 "탐정"이라고 불리는 등, 브루스 웨인의 후계자이자 파트너로서의 위치를 단단히 구축했다. 현재는 레드 로빈으로 틴 타이탄에서 활동중이다.
리부트 이후:팀은 안좋은 방법으로 돈을모은 부유층의 재산을 빼돌려 가난한 사람들에게 나눠줬는데 그 과정에서 펭귄에게 발각되어 살해당할 위기에 처하고 배트맨에게 구조된다. 그 후 팀 드레이크라는 이름으로 개명을 하고 '레드로빈'이라는 이름으로 활동하였다.(팀은 처음부터 로빈이 아닌 레드로빈이라는 이름으로 활동을 했고 체조선수였으며 배트맨의 정체를 알아내지 못했다.'틴 타이탄즈#0')

### 4대(스테파니 브라운)
과거 스테파니 브라운은 예전에 코드명 스포일러로 활동하며 고담 시에서 자경 활동을 하고 있었다. 이후 배트맨 일행을 만나면서 팀 드레이크의 여자친구가 되었으며 일상 생활로 복귀하는 듯 하였다. 하지만 딕 그레이슨이 로빈으로서 티베트에 가있는 동안 다시 스포일러 활동을 하게 된다. 이후 로빈과의 관계가 다시 복원되면서 스포일러로서의 자경 활동을 중도에 그만두고 로빈 복장을 입은채 순찰 활동에 전념한다. 그 과정에서 배트맨을 도우려 무리하게 계획을 실행하여 목숨을 간신히 건진 후 세계 각지를 돌아다니다 다시 스포일러로 활동한 적도 있다.(다만 그 기간 동안 고담 시 사람들은 스테파니가 죽은 줄로만 알았다.) 또한 다른 배트걸 멤버가 자경 활동을 중단 또는 휴업하면서 4대 배트걸로써 자경 활동을 벌이게 된다. 리부트 이후 바바라가 다시 배트걸이 되면서 사라졌다.

### 5대(데미안 웨인,데미언 웨인)
10살 브루스 웨인과 탈리아 알 굴 사이의 생물학적 아들. BATMAN AND SON에서 브루스가 '약에 취해있었다'라는 부분때문에 탈리아가 배트맨을 강간해서 생긴 아이다 라는 말이 많았지만 리붓(NEW 52)이후 BATMAN AND ROBIN#2에서 브루스는 '이성보다 감정을 우선시 했던 순간'이라고 말해 둘사이의 있었던 관계를 바로잡는다.(BATMAN AND ROBIN #2에서는 당시 배트맨은 취하지 않은 상태였다고 정정한다.)하지만 탈리아는 브루스의 정자를 채취해 데미안을 만들고 인공자궁에서 길렀고 9개월이 되었을 때 데미안을 인공자궁에서 꺼냈다. 리그 오브 어쌔신(라스 알 굴의 조직)에서 컸다.처음 아버지인 배트맨을 만난것은 BATMAN AND SON에서 8살 때이며 배트맨을 도와 어머니인 탈리아의 계획을 망가트리는데 일조한다.이후 탈리아와 다시 리그 오브 어쌔신으로 돌아가게 된다. 10살이 됐을 때 라스 알 굴이 데미안의 몸을 통해 부활하려고 했으나 탈리아가 데미안을 탈출시켜 아버지인 배트맨에게 도움을 청하러 간다. 당시 배트맨은 라스 알 굴을 추적중으로 저택에 있지 않았다. 팀에게 라스 알 굴의 부활에 대해 알렸지만 팀은 믿질 않았고 싸우는 도중 데미안을 데리러온 어쌔신들에게 끌려가게 되고 곧 아들을 구하러 온 배트맨에 의해 구해지게 된다. 이 일이 있은 후 데미안은 아버지와 함께 가겠다고 하나 탈리아가 데리고 가고 브루스가 사라진 이후에야 고담으로 돌아왔다. 브루스가 사라진후 딕이 배트맨으로 활동할 때 딕의 사이드킥으로 활동했고 현재는 브루스가 다시 돌아와서 브루스의 사이드 킥으로 활동중이다. 다른 로빈들과 달리 브루스는 데미안에게 아버지와 아들과의 관계를 확실히 하는 모습을 보인다. 6살때 클라우제비츠의 전쟁론,조미니의 전쟁술을 독파하고 9살의 생일이 되기전에 박사학위를 땄다고 한다.(리붓이후의 batman and robin#9,batman inc#1) 리바이던(탈리아 알굴)에 의해 현상금 5억달러가 걸려있다.
배트맨 inc에서 납치당한 브루스 웨인을(매치스 말론으로 분장했었으나 ) 구출하기 위해 'RED BIRD'라는 이름으로, 새로운 코스츔을 입고 활동하기도 했었다.

## 다른 버전의 로빈

### 브루스 웨인
초창기 배트맨 시리즈에서 어린 브루스 웨인이 탐정 하비 해리스의 조수로서 성장하는 과정 가운데 나타난 최초의 로빈. 후에 브루스 웨인이 배트맨으로 살기로 결심하면서 퇴장.

### Earth-2 로빈
제2 세계에서 그려지는 로빈으로 골든 에이지 버전의 로빈으로 명명. 딕 그레이슨이 어른이 되어서도 배트맨 사후가 된다하여도 로빈의 역할을 계속할 경우를 상정하고 그려지는 모습의 로빈. 인피니트 크라이시스 당시에 하차한 것으로 보였지만 새로운 제2 세계로 이전된 존재.

### 캐리 켈리
프랭크 밀러의 "다크나이트 리턴즈"에서 등장한 최초의 여성 로빈. 다른 로빈과 달리 고아가 아니며 무관심한 히피 부모를 둔 13세 소녀로서 로빈의 역할을 충실히 이행한다. "다크나이트 스트라이크 어게인"에서는 캣걸로 전향했으나 예전에 로빈이었던 때와 마찬가지로 노년의 브루스 웨인에게 새로운 희망이 되어 준다.

### 빈로
타이탄이다.비자로 타이탄 멤버이며 비자로 타이탄은 거꾸로 말한다.빈로는 비자로 타이탄이 싫어서 틴 타이탄에 왔다.로빈은 멤버들이 자기를 싫어 하고 빈로만 좋아해서 비자로 타이탄에 로빈이 들어간다.

### Earth 52
제2 세계의 로빈과 유사하나 다른 버전의 로빈.